# 초한지
초한지(楚漢志), 초한연의(楚漢演義)는 중국의 역사 소설이며 명나라 때 종산거사 견위가 쓴 서한연의가 원본이라고 하나 원저자와 저작물의 진위 여부는 분명하지 않다. 진나라 말기 초나라 항우와 한나라 유방의 기나긴 대립을 묘사하고 있다. 끝내 한나라가 이긴다.

## 개요
중국 왕조 사상 최초의 제정 국가였던 진나라의 이세황제와 환관 조고가 자행한 악정과 학정과 폭정에 못견디고 각지에서 유방과 항량 외 많은 자들이 군사를 일으켰다. 항량은 진나라의 명장 장한과의 전투 중에서 전사하고, 그 뒤를 조카인 항우가 잇게 된다. 항우는 역발산기개세의 영웅으로, 그 용맹함을 누구도 따라갈수 없으며, 유방은 인덕이 넘치며, 장량, 진평 등의 모사들의 지혜로 항우에게의 죽음을 모면한다.
항우와 유방의 싸움은, 항우 밑에서 말단 관리로 있던 한신에 의해 유방의 쪽으로 기울어지게 된다. 유방은 천하를 통일했지만, 그 후에는 한신을 비롯한 많은 공신들을 반역의 죄로 죽게 만든다.
초한지는 기원전 200년도 쯤에 발생했던 일로 주인공들은 패왕 항우와 고조 유방이다. 초나라와 한(漢)나라의 왕 들이다. 진나라의 진시황이 중국을 통일하고 아방궁을 만들고 폭정을 하면서 진나라에게 망한 6국들의 후손들은 반란을 일으키려했고 그중 대표인물이 항량이다. 항량은 항우의 삼촌이며, 항량의 진영에 한신이 들어오게된다.
그리고 항우는 오추(항우의 애마), 와 우희(항우의 아내)를 얻게 된다. 게다가 영포라는 장수까지 얻으며 항량의 진영은 사기가 충천했는데 거기에 겹경사로 유방이 10만 대군을 이끌고 항백의 진영으로 들어온다. 그리고 항량은 다시 초나라를 세우고 왕으로 초나라 황실의 후손인 의제를 내세운다. 의제가 진나라의 수도인 함양에 가장 빨리 도착한 사람을 관중왕으로 만들고 그다음으로 온사람이 신하가 되라고 말한다.
항우는 서쪽으로 유방은 동쪽으로 서로 다른 방향으로 함양으로 향했다. 함양으로 쳐들어가는 길에 항우와 유방은 엄청난 인재들을 얻게 된다. 항우는 범증, 장한을 유방은 장량, 관영 등의 인재를 얻는다. 결국 유방이 먼저 함양성을 점령했으나, 유방은 당시 진나라 황제인 자영을 죽이지 않았고, 진나라의 무지막지한 법을 유방의 스타일로 변경해서 백성이 편하게 살 수 있는 법을 만들었다. 그리고 유방이 함양에 도착해 아방궁에서 술을 마시고 있을 때 유방의 부하인 소하는 진나라에서 만들었던 지도가 매우 많이 있는 곳을 발견하고 그곳에 있는 지도들을 모두 가져간다. 
유방이 함양에 도착했을 때 항우는 장한과 싸우다가 삼촌인 항량을 잃게 되나, 결국 진나라에서 장한을 버려서 장한은 항우에게 투항한다. 항우가 어느날 투항한 진나라 병사들이 불평하는 것을 듣고 화가나서 투항한 진나라의 20만 대군을 몰살시킨다. 그 후 항우가 함양에 도착하자 유방은 함곡관에서 문을 굳게 닫고 항우가 못 들어오게 한다.
하지만 결국 유방이 항우에게 가서 사과했고 그때 항우의 모사 범증이 유방을 죽이려고 했으나 번쾌가 방해해서 결국 실패한다. 그 모사 후 장량이 머리를 써 유방을 탈출시키는데, 이것이 바로 홍문의 회이다. 그래서 결국 항우가 관중왕이 되고 유방은 한왕의 칭호를받고 한중땅으로 가는데 그곳이 나중에 유비가 촉나라를 새운 파촉 땅일 것이라 추측한다.
한중땅에 도착한 후 장량이 유방에게 파초대원수(破楚大元首)가 될 만한 인재를 보내준다고 하고 한왕이 온 잔도를 불태워 버린다.(그 당시 거의 모든 사람이 관중에서 유일하게 파촉으로 갈 수 있는 길이라고 생각했다.) 장량이 초나라를 돌아다니다 장량의 본주인 한왕 희성이 죽는 것을 알고 대성통곡을 하면서 항우를 꼭 죽일 것이라고 다짐한다.
장량이 항백의 집에 있다가 항우에게 올라가는 상소문을 먼저 보게 되는데, 만약 항우가 그 상소문에 있는 그대로 실행한다면 결국 한왕은 파촉에 갇혀 다시는 못 나오게 되는 것이었다. 장량은 항백에게 누가 그 상소문을 올렸냐고 물어본결과 항백은 집극랑 한신이 올렸다고 했다.(집극랑은 일반병사 직위임)
장량은 얼마후 항백의 집에서 나와 분장을 하고 함양으로 돌아와서 아이들에게 노래를 가르쳐 주었는데, 그 노래가 "사람 사람 무슨 사람 담장 밖에 키 큰사람 딸랑 딸랑 방울소리 그 사람은 안보이네 부귀부귀 높은 부귀 이뤘으면 고향가지 고향에 아니가면 비단옷 입고 밤길가기" 장량은 그노래를 들려주고 아이들에게 누가 그 노래를 가르쳐 줬냐고 물어보면 꿈에서 한 노인이 가르쳐줬다고 말하라고 한다.
그 노래를 들은 항우는 결국 수도를 자신의 고양인 팽성으로 옮기려 하고 그때 간의대부 한생이 항우가 고집을 피우면서 팽성으로 옮기겠다고 하자 한생이 초인은 목후이관(楚人沐猴而冠)이라고 말한다. 그 말의 뜻은 원숭이가 관을 쓰고 있다는 뜻인데, 그 당시 사람들이 초나라 사람들을 비꼬는 뜻이었다. 항우는 그 말을 듣고 화가 나서 한생을 죽이는데, 한신은 항우가 인재를 그냥 마구잡이로 죽이는 것을 보고 항우에게서 떠나기로 마음을 먹는다. 그때 장량이 한신의 집에 찾아와 한신을 설득하고 결국 한신은 한왕에게 가게 된다. 그리고 장량이 한신에게 자기자신이 대원수로 추천한 사람이라는 증표를 준다.
또한, 항우는 의제에게 수도를 침주로 옮기라고 하는데 범증이 그 상소문을 먼저 보게 되고 의제에게 가 침주로 갈 것을 설득하지만 의제는 범증을 꾸짖는다. 항우가 그 소리를 듣고 화가 나서 영포에게 의제를 죽이게 한다. 영포는 의제를 죽였으나 이 사건이 여러모로 항우에게 불리하게 작용하게 된다.
한신은 결국 한왕에게 가서 맨처음에 자신의 능력으로 보여줬으나, 한왕은 만약 한신이 대원수가 되고 이후 장량이 추천한 사람이 오면 어떻게 하겠냐고 한신에게 물어보자 결국 한신이 장량에게서 받은 증표를 보여준다. 결국 한신이 대원수가 되었으나, 번쾌는 자신이 대원수가 될 줄 알고 좋아했으나 한신이 대원수가 되는 것을 보고 번쾌는 한왕의 행차를 막는다. 한신은 번쾌가 한왕의 행차를 막는 것을 보고 감옥에 가두게 한다.
그래서 한신의 대원수 취임식이 무사히 이루어진다. 한왕은 번쾌를 국법으로서 사형에 처하게 하려고 하는 한신을 설득하여 결국 번쾌를 석방하게 되고 결국 한신은 대원수가 되고 군대의 기강을 더욱더 강하게하여 한나라 군대를 최강의 정예로 만들어 결국 관중으로 나간다.
한나라가 관중으로 나가는 길을 삼진이 막고 있었는데 그곳에 장한이 있었다. 하지만 한신은 무섭게 몰아붙여 항우가 9번 싸워서 겨우 잡은 장한을 몇번 싸우지도 않고 자살하게 만든다. 그리고 얼마 안되어 삼진을 점령하고 함양성까지 함락한다. 또한 장량이 하남왕 신양과 위왕 위표를 한왕의 신하로 만든다.
이에 한왕은 이제 대세가 자기에게 기울었음을 알고 60만대군을 이끌고 초나라로 쳐들어가서 팽성까지 빼앗았지만 가장 중요한 인질인 우희를 그냥 놔주는 바람에 항우의 분노가 극에 달해서 결국 3만 5천의 군사를 이끌고 팽성으로 쳐들어간다. 그때 한신은 대원수직을 관두고 함양에 있었다. 항우가 팽성 근처까지오자 한왕은 위표를 대원수로 해서 항우와 싸웠지만 거의 모든 군사들이 전멸당한다. 제나라는 결국 항우에게 항복을 하고, 장량과 소하는 한신을 겨우겨우 설득해 다시 대원수가 된다.
결국 한신은 항우의 30만 대군중 20만을 죽이고 대나라 연나라 조나라 제나라를 함락시킨다. 또한 사방에서 초나라를 압박할 작전을 세운다. 결국 한신은 제나라까지 진격하는데, 그 사이 항우가 유방이 있는 곳까지 쳐들어가면서 죽을 뻔한 위기를 모면한다. 하지만 항우가 한왕의 반간계에 당해 자신의 모사인 범증을 잃게 된다. 게다가 엎친데 덮친격으로 항우의 오른팔 영포가 한왕에게 투항해 대세가 점점 기울고 한신이 제나라까지 다 점령하자, 결국 항우는 광무산으로 들어가서 전열을 정비한다.
결국 한신이 120만 대군을 이끌고 항우의 30만대군과 격돌하여 최종적으로 한신은 100 만 항우는 28명만 남게 된다. (그 과정중에 생긴말이 사면초가다.) 한신이 초나라진영에 초나라 노래를 불러 항우가 벌써 초나라가 점령당했다고 생각하게 만들어 전쟁에서 지게 만든다. 또한 우희가 항우가 나가기 전 자결하는데 거기서 유래된 게 패왕별희이다.
항우는 자신을 데려가기 위해 온 사람에게 오추를 주고 28명의 병사만 보내고, 결국 항우는 오강에서 자살한다. 한신은 한왕의 아내의 계략에 의해 죽고 영포와 팽월도 죽임을 당한다. 이렇게 해서 결국 초한지는 끝이 나고 결과적으로 한왕이 중국을 통일하게 된다.

## 같이 보기
- 초한전쟁
- 샐러리맨 초한지 (SBS TV)
- 와이파이 초한지 (KBS 제1라디오)
- 유방
- 항우
- 사면초가